# Santo Stefano di Camastra
Santo Stefano di Camastra é uma comuna italiana da região da Sicília, província de Messina, com cerca de 5.011 habitantes. Estende-se por uma área de 21 km², tendo uma densidade populacional de 239 hab/km². Faz fronteira com Caronia, Mistretta, Reitano.

## Demografia
| Variação demográfica do município entre 1861 e 2011                               |
|                                                                                   |
| Fonte: Istituto Nazionale di Statistica (ISTAT) - Elaboração gráfica da Wikipedia |